# Словенија на Светском првенству у воденим спортовима 2011.
Словенија је учествовала на Светском првенству у воденим спортовима 2011. у Шангају, у Кини. Такмичили су се само у пливању и даљинском пливању са укупно 14 пливача 8 мушкараца и шест жена у 26 дисциплина.

## Даљинско пливање
У даљинском пливању Словенију је представљало троје пливача 1 мушкарац и две жене у пет дисциплина

### Мушкарци
| Пливач    | Дисциплина | Финале       | Финале            | Детаљи |
| Пливач    | Дисциплина | Време        | Пласман / бр. уч. | Детаљи |
| --------- | ---------- | ------------ | ----------------- | ------ |
| Рок Керин | 10 км      | 2:01:04.7    | 42 /68            |        |
| Рок Керин | 25 км      | Није завршио | Није завршио      |        |

### Жене
| Пливачица       | Дисциплина | Финале    | Финале            | Детаљи |
| Пливачица       | Дисциплина | Време     | Пласман / бр. уч. | Детаљи |
| --------------- | ---------- | --------- | ----------------- | ------ |
| Теја Зупан      | 5 км       | 1:00:52,6 | 15 /43            |        |
| Теја Зупан      | 10 км      | 2:02:24,7 | 14 / 56           |        |
| Ника Козамерник | 10 км      | 2:07:32,7 | 37 / 56           |        |
| Ника Козамерник | 25 км      | 6:00:43,8 | 17 / 23           |        |

## Пливање
Пливачку репрезентацију Словеније представљало је 11 пливача (5 мушкараца и 6 жена)

### Мушкарци
| Пливач                                                    | Дисциплина         | Лич. рек.                         | Групе   | Групе   | Полуфинале       | Полуфинале       | Финале            | Финале            | Детаљи         |
| Пливач                                                    | Дисциплина         | Лич. рек.                         | Време   | Плас.   | Време            | Плас.            | Време             | Плас.             | Детаљи         |
| --------------------------------------------------------- | ------------------ | --------------------------------- | ------- | ------- | ---------------- | ---------------- | ----------------- | ----------------- | -------------- |
| Јан Карел Петрич                                          | 800 м слободно     | 8:14,22                           | 8:07,78 | 26 / 59 |                  |                  | Није се пласирао  | Није се пласирао  | [ мртва веза ] |
| Дамир Дугоњич                                             | 50 м прсно         | 27,37                             | 27,47   | 3 КВ    | 27,51            | 5 КВ             | 28,00             | 8 / 51            | [ мртва веза ] |
| Дамир Дугоњич                                             | 100 м прсно        | 59,66                             | 1:01,69 | 33 / 83 | Није се пласирао | Није се пласирао | Није се пласирао  | Није се пласирао  |                |
| Матјаж Маркич                                             | 50 м прсно         | 27,10                             | 27,36   | 2 КВ    | 27,71            | 10 / 51          | Није се пласирао  | Није се пласирао  | [ мртва веза ] |
| Матјаж Маркич                                             | 100 м прсно        | 1:01,31                           | 1:01,56 | 29 / 83 | Није се пласирао | Није се пласирао | Није се пласирао  | Није се пласирао  |                |
| Петар Манкоч                                              | 50 м делфин        | 23,63                             | 24,01   | 19 / 56 | Није се пласирао | Није се пласирао | Није се пласирао  | Није се пласирао  |                |
| Петар Манкоч                                              | 100 м делфин       | 51,24                             | 52,46   | 12 КВ   | 52,67            | 16 / 66          | Није се пласирао  | Није се пласирао  | [ мртва веза ] |
| Роберт Збогар                                             | 200 м делфин       | 1:59,01                           | 1:57,71 | 21 / 40 | Није се пласирао | Није се пласирао | Није се пласирао  | Није се пласирао  | [ мртва веза ] |
| Петар Манкоч Роберт Збогар Јан Карел Петрич Матјаж Маркич | 4 x 100 м слободно | (49,95) (50,96) (53,66) (1:05,65) | 3:40,22 | 15 / 17 |                  |                  | Нису се пласирали | Нису се пласирали |                |

### Жене
| Пливач        | Дисциплина       | Лич. рек. | Групе    | Групе   | Полуфинале        | Полуфинале        | Финале            | Финале            | Детаљи         |
| Пливач        | Дисциплина       | Лич. рек. | Време    | Плас.   | Време             | Плас.             | Време             | Плас.             | Детаљи         |
| ------------- | ---------------- | --------- | -------- | ------- | ----------------- | ----------------- | ----------------- | ----------------- | -------------- |
| Сара Исакович | 100 м слободно   | 54,86     | 55,81    | 31 /79  | Није се пласирала | Није се пласирала | Није се пласирала | Није се пласирала | [ мртва веза ] |
| Сара Исакович | 200 м слободно   | 1:54,97   | 1:58,01  | 10 КВ   | 1:58,52           | 15 / 53           | Није се пласирала | Није се пласирала | [ мртва веза ] |
| Сара Исакович | 100 м делфин     | 58,68     | 1:00,23  | 33 / 47 | Није се пласирала | Није се пласирала | Није се пласирала | Није се пласирала |                |
| Спела Бохинц  | 800 м слободно   | 8:44,91   | 8:45,86  | 23 / 34 |                   |                   | Није се пласирала | Није се пласирала | [ мртва веза ] |
| Маја Цесар    | 1.500 м слободно | 16:52,94  | 17:22,42 | 24 / 27 |                   |                   | Није се пласирала | Није се пласирала | [ мртва веза ] |
| Ања Чарман    | 100 м леђно      | 1:01,85   | 1:02,61  | 29 / 53 | Није се пласирала | Није се пласирала | Није се пласирала | Није се пласирала | [ мртва веза ] |
| Ања Чарман    | 200 м леђно      | 2:10,49   | 2:12,73  | 21 / 41 | Није се пласирала | Није се пласирала | Није се пласирала | Није се пласирала | [ мртва веза ] |
| Тања Шмид     | 100 м прсно      | 1:09,42   | 1:12,12  | 33 / 46 | Није се пласирала | Није се пласирала | Није се пласирала | Није се пласирала | [ мртва веза ] |
| Тања Шмид     | 200 м прсно      | 2:27,73   | 2:32,26  | 26 / 38 | Није се пласирала | Није се пласирала | Није се пласирала | Није се пласирала | [ мртва веза ] |
| Тања Шмид     | 200 м мешовито   | 2:16,40   | 2:17,45  | 25 / 38 | Није се пласирала | Није се пласирала | Није се пласирала | Није се пласирала |                |
| Ања Клинар    | 200 м делфин     | 2:09,11   | 2:10,83  | 22/33   | Није се пласирала | Није се пласирала | Није се пласирала | Није се пласирала | [ мртва веза ] |

## Биланс медаља
| Ранг | Држава    | Злато | Сребро | Бронза | Укупно |
|      | Словенија | 0     | 0      | 0      | 0      |